# متلازمة أيازي
متلازمة أيازي (بالإنجليزية: Ayazi syndrome)‏ وتسُمى أيضًا متلازمة حذف الكروموسوم 21 Xq21 أو متلازمة خبن الكروموسوم 21 Xq21 (بالإنجليزية: Chromosome 21 Xq21 deletion syndrome)‏ هي متلازمة تتميز بحدوث تنكس مشيمي وصمم وسمنة.

## الأعراض
- تخلف عقلي
- صمم عند الولادة
- سمنة
- تنكس المشيمية
- ضعف البصر
- تنكس متزايد في المشيمية

## جينيًا
ترتبط متلازمة أيازي بنمطٍ وراثي يُوصف بأنهُ متنحٍ مُرتبطٌ بالكروموسوم إكس، حيثُ تحدثُ طفرة حذف للجينات CHM وPOU3F4، والمتواجدين على موضع Xq21.

## روابط خارجية
- الوراثة المندلية البشرية عبر الإنترنت (OMIM): 303110